# Pirofilia

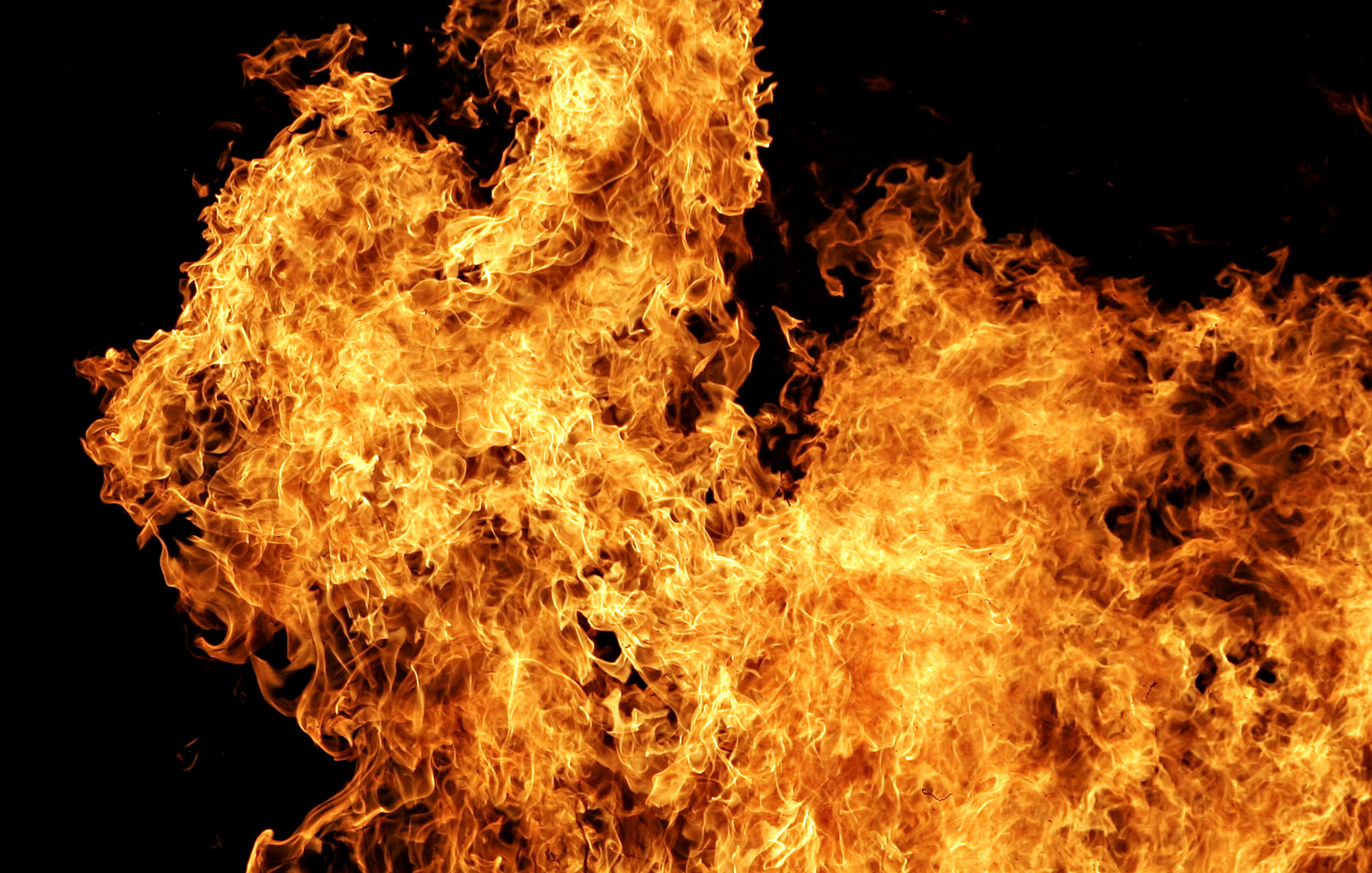
Imagen representativa del fuego, relativo a los incendios, de los que depende la excitación sexual de los pirómanos.

La pirofilia (del griego πῦρ pir ‘fuego’ y  φιλία filía ‘amor’) es una parafilia poco común por la cual el paciente recibe gratificación sexual al incendiar cualquier cosa. Se distingue de la piromanía en que en la pirofilia la naturaleza de la gratificación es sexual.
Se trata de la expresión más violenta de una atracción profunda por el peligro y la destrucción, que se manifiesta habitualmente bajo la forma de pequeños juegos inocuos (un clásico: quemarse el vello de los brazos con un mechero), que con el tiempo se vuelve una actividad obsesiva. Como todas las enfermedades psicoagresivas, la pirofilia deriva de una falta de afecto en la infancia. 